# Marion Barber III
Marion Barber III (* 10. Juni 1983 in Plymouth, Minnesota; † 1. Juni 2022 in Frisco, Texas) war ein US-amerikanischer American-Football-Spieler auf der Position des Runningbacks. Er spielte für die Dallas Cowboys und Chicago Bears in der National Football League (NFL).
In seiner Jugend spielte er an der Wayzata High School Runningback und alle Return-Positionen. Später studierte er an der University of Minnesota und spielte im dortigen Footballteam zwei Jahre lang abwechselnd mit Laurence Maroney (später von den New England Patriots gedraftet) auf der Position des Runningbacks.
Barber war der Sohn des New-York-Jets-Runningbacks Marion Barber Jr. (* 1959). Auffällig an ihm waren seine Dreadlocks. Barber starb am 1. Juni 2022 im Alter von 38 Jahren an einem Hitzschlag.